# Melchior Jeurgen
Melchior Jeurgen est un architecte belge, né le 5 novembre 1888. La date de sa mort est inconnue.

## Biographie

### Vie et carrière architecturale
Les œuvres les plus importantes qu’il réalise se situent dans sa ville natale de Liège. Sa carrière, il la mène dans la société coopérative « La Maison liégeoise ». Cette société voit le jour au début des années 1920. Son activité se consacre au logement de service public, le logement social. Les années de 1920-1925 connaissent un investissement important d’architectes et d’urbanistes, et ce type de logement se développe fortement.
Melchior Jeurgen réalise ainsi une série d’immeubles consacrés principalement au logement social. Il prouve qu’il est un pionnier en intégrant dans ses projets des techniques innovantes. De plus, il s’imprègne de l’architecture moderniste pour réaliser ses œuvres. Sa carrière débute au début des années 1920 et semble s’étaler jusque dans les années 1940. 

## Réalisations

### Réalisations majeures

#### Immeuble avenue Reine Élisabeth à Liège (1923-1930)
Cet immeuble de logements sociaux fut construit à la demande de la « Maison Liégeoise ». Le quartier des Vennes, où s’implante le bâtiment, est créé en 1905, année de l’exposition universelle de Liège. L’architecte réalise un traitement de l’angle articulé autour de la place Reine Elizabeth. L’immeuble comporte une série de logements de 3 à 4 pièces et des équipements collectifs. Les façades reflètent une influence du style néoclassique et de l’Art Déco. L’immeuble est restauré en 2012 pour répondre aux normes actuelles en termes notamment d’isolation.

#### Immeubles Seeliger (1928)
La « Maison Liégeoise » commande la construction d’une série d’immeubles autour d’une place. 16 blocs de 132 logements comportent des installations permettant aux individus de disposer d’un confort moderne. Trois années plus tard, sept immeubles supplémentaires sont construits. Ceux-ci comportent des toitures terrasses.

#### Cité-jardin de Naniot (1928-1930)
La « Maison Liégeoise » s’investigue dans la réalisation d’une cité-jardin. Melchior Jeurgen a, dans ce contexte, l’opportunité de tester différentes typologies d’habitations. La cité comprend des habitations assemblées souvent par deux. Dans ce cas, le confort semble être encore limité. Les habitations ne disposaient pas de salles de bain lors de leur construction. Les habitations  reflètent un style qui semble s’apparenter au régionalisme.

#### Complexe de 47 habitations rue Naimette et des Métiers à Liège (1930)
Il s’agit du premier immeuble de logements sociaux réalisés en ossature béton. Les logements sont à loyer modéré. 

#### Immeuble rue Louis Jamme, Liège (1937)

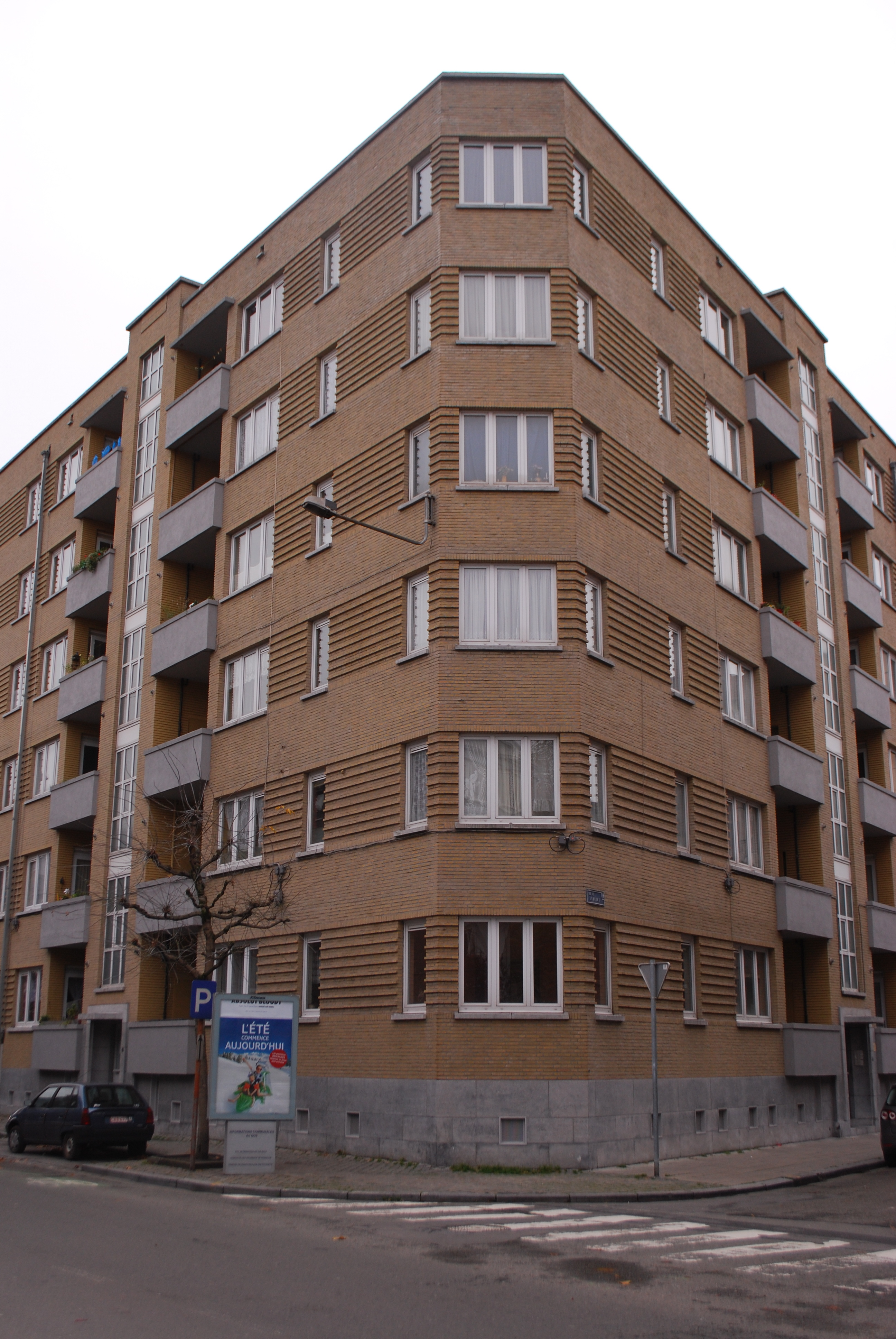
Immeuble rue Louis Jamme (1937)

L’immeuble se situe dans le quartier d'Outremeuse à Liège. Il s’agit, pour la Société coopérative « La Maison Liégeoise » dont Melchior Jeurgen fait partie, d’un des plus importants projets immobiliers dans un milieu urbain. Le bâtiment dispose de 174 logements sociaux, allant d’une à quatre chambres. À l’intérieur de ceux-ci le progrès technique se ressent. Chaque logement témoigne d’un certain confort qui témoigne notamment de l’envie de procurer aux individus l’accès au progrès. Des ascenseurs et des équipements communs sont présents. Le style moderniste se fait ressentir. Melchior Jeurgen utilise la toiture plate et l’enduit en ciment, des caractéristiques souvent introduites dans ces architectures.

#### Immeublerue Jonfosse, Liège (1935-1936)

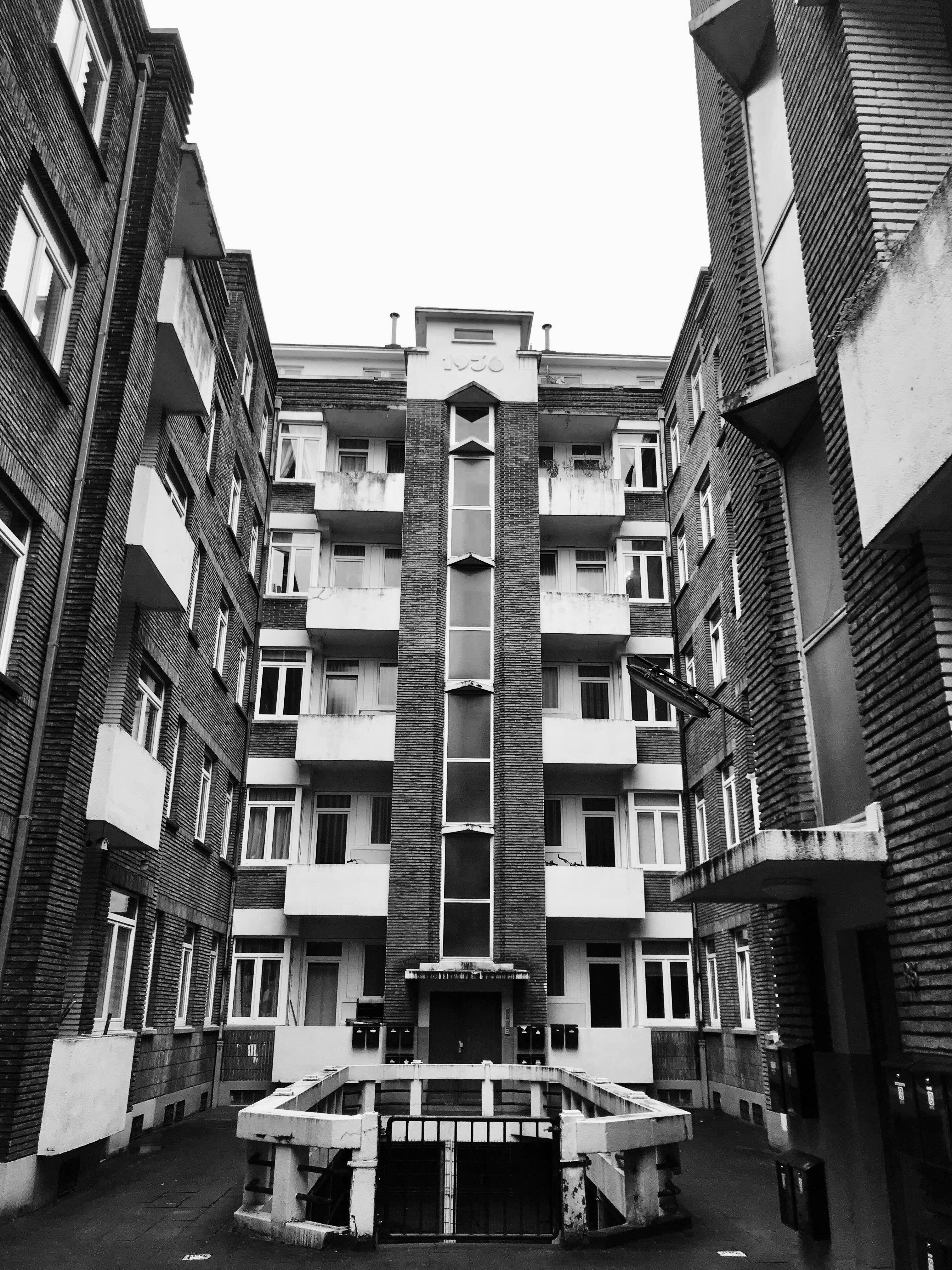
Logements sociaux Jonfosse (1935-1936)

La « Maison Liégeoise » commande la construction des Logements sociaux Jonfosse. L’immeuble qui comporte trois corps de bâtiments est construit autour d’une cour. Le programme comprend 24 appartements ainsi que deux magasins. Melchior Jeurgen y intègre des techniques innovantes, comme la toiture plate ou l’ossature en béton, utilisées précédemment dans d’autres réalisations. L’influence de l’architecture hollandaise se fait ressentir notamment par l’utilisation d’un appareillage de briques. L’architecte met en évidence les soubassements et les balcons.

#### Immeuble place des Arzis,Liège(1939)
L’immeuble se situe à proximité de l’Hôpital Saint-Joseph. Un mouvement vers l’extérieur se fait ressentir notamment par l’aménagement d’espaces extérieurs et la création de balcons.

### Liste de bâtiments
- 1923-1930 : immeubles à logements sociaux avenue Reine Élisabeth et rue de Turin, Liège
- 1930 : immeuble d'angle , rue des Prébendiers et rue d'Amercœur, Liège
- 1930 : complexe 47 habitations rue Naimette et des Métiers, Liège
- 1930-1931 : ensemble de maisons cottages, boulevard Radoux, Liège
- 1935-1936 : immeuble rue Jonfosse, Liège
- 1937 : immeuble rue Louis Jamme, Liège
- 1939 : immeuble place des Arzis, Liège